# Ceratinia nigronascens
Ceratinia nigronascens är en fjärilsart som beskrevs av Richard Haensch 1905. Ceratinia nigronascens ingår i släktet Ceratinia och familjen praktfjärilar. Inga underarter finns listade i Catalogue of Life.